# Líšnice (tvrz)
Tvrz byla postavena východně od obce Líšnice v okrese Šumperk. Významná archeologická lokalita je chráněnou kulturní památkou ČR.

## Historie
Tvrz byla postavena na zalesněném skalním ostrohu nad údolím potoka Líšnička v první polovině 14. století pány z Kunštátu. Podle archeologických nálezů se klade vznik na přelom 13. a 14. století.
První písemná zmínka je z roku 1353 a poslední v roce 1494, kdy byl uváděl jako zpustlý. Tvrz měla sloužit k ochraně obchodní cesty mezi Olomoucí a Moravskou Třebovou a dál do Svitav. V období 1417–1436 byla třikrát dobytá. Po nájezdu moravského markraběte Albrechta v roce 1436 byl zničen a už nebyl obnoven.

## Popis
V 18. a 19. století byla část tvrze rozebrána jako stavební materiál a část byla zničena při těžbě kamene v lomu, který zasahoval do tvrze. Z tvrze se dochovala část jádra, které původně mělo velikost asi 37 ×  32 m s části okružní zdi z lomového kamene, předhradí a vnější opevnění. Kolem jádra byly dva příkopy s valy. Vnější příkop je 13 až 16 m široký a čtyři metry hluboký, vnitřní příkop je 15 až 17 m široký a šest metrů hluboký, vnější val má výšku až 2,5 m. Mezi příkopy je pravděpodobně podlouhlé předhradí 12,5 až 19 m široká. Lokalita je zalesněna smíšeným porostem.
K tvrzi nevede značená turistická stezka, ale je možný přístup z Líšnice po místní silnici ve směru ke Starému Mlýnu a pak odbočit vpravo kolem potoka až k lomu a po vyšlapaných pěšinách lze dojít k tvrzi.